# Hadda Ouâkki
Hadda Ouâkki (en Tamazight ⵃⴰⴷⴷⴰ ⵓⵄⴽⵉ), née en 1953 à la zaouia d'Aït Ishaq (province de Khénifra), est une figure emblématique de chanson amazighe du Moyen-Atlas.

## Biographie
Née en 1953 dans à Zaouia Aït Ishaq, un petit village berbère du Moyen Atlas. À l'âge de 16 ans, elle est repérée par Benaceur Oukhoya, maître de musique très réputé lors d'une fête à Aït Ishaq. Le musicien lui donne la possibilité de chanter. Elle décide de le suivre à Casablanca pour réaliser son rêve.
En 1981, elle crée son propre groupe avec le poète et chanteur, Abdallah Zahraoui. Hadda devient la diva de la chanson amazigh au Maroc.

## Parcours artistique
Elle avait commencé sa carrière artistique en 1969 avec le célèbre chanteur amazigh Bennasser Oukhouya qui depuis 1968 avait formé avec Hadda Ouâkki un duo inoubliable qui a marqué l'histoire de la chanson amazigh  du Moyen Atlas.
- 2009 Festival d'Île-de-France : Les Poétesses berbères du Moyen-Atlas : Hadda Ouakki Naciri Hadda Ou Akki, chant ; Zahraoui Abdellah, chant et percussion ; Chnani Hamid, Loutar ; Halouani Moulay, violon ; Mourad Abdelhakim, percussion ; Lachgar Malika, danse et chorale ; Ferhati Hadda, danse et chorale ; Adarouch Aicha, danse et chorale.
- Cheikha Cherifa : Raho El Moussaoui, bendir ; Abderrahim Agour, bendir ; Aziz Aarim, lotar

En juillet 2008 elle annonce la fin de sa carrière. À la fin de son concert donné dans le cadre du Festival Timitar, d' Agadir, elle confie aux journalistes du mensuel féminin marocain Femmes du Maroc qu'elle arrête sa carrière après presque 50 années.

## Sources
1. ↑  « Cheikha Hadda Ouakki, la chanteuse rebelle de l’Atlas », sur France 24, 15 mars 2014 (consulté le 17 janvier 2024)
2. ↑  Maison des Cultures du Monde, « Cheikha Hadda Ouakki », sur Maison des Cultures du Monde (consulté le 17 janvier 2024)
3. ↑  La rédaction, « Hadda Ouakki : "Je mets fin à ma carrière à la fin de cette année" (Exclu) », sur Femmes du Maroc, 7 juillet 2018 (consulté le 17 janvier 2024)

- Les Cheikhat du Maroc au Festival d’Ile de France 2009
- L'Institut français de Fès célèbre l'Aïta au Complexe culturel Al Houria : la capitale spirituelle accueille « Les Nuits des Chikhates »

## Discographie
Ayamarg Awa,Ewa Enhuba OuAaki, Aceraa Allah, Acheraa Allah...